# Sarah Grappin
Sarah Grappin (Parigi, 11 agosto 1978) è un'attrice francese.

## Biografia
L'esordio cinematografico risale al 1994 quando all'età di appena 16 anni è scelta dal regista Alain Corneau per la parte della fidanzatina Marie-José accanto a Nicolas Chatel, mostrando un talento naturale per la recitazione. 
Tra i suoi film come interprete negli anni successivi, in Italia si ricorda nelle prime prove al cinema con Le nostre vite felici (1999), Le passeggiate al Campo di Marte (2005) e quindi Ritorno in Borgogna nel 2017.
Nel 2003 è stata eletta la migliore attrice televisiva per l'interpretazione femminile nel film tv Froid comme l'été, diretta per la seconda volta da Jacques Maillot in una produzione del canale televisivo Arte. Alcune sue partecipazioni in diversi film (Le promeneur du Champ de Mars, 2005; Pitchipoï, 2015) sono passate alle selezioni della giuria del Premio César.
Nel 2011 si è cimentata a teatro con Le Nombril di Jean Anouilh, diretta da Michel Fagadau, al Théâtre des Champs-Élysées, assieme all'attore Francis Perrin. Ha preso parte a vari cortometraggi come À Trois. Ha prestato la sua voce in varie occasioni nel doppiaggio francese.
Poche o del tutto assenti sono le notizie sulla vita privata dell'artista.

## Filmografia

### Cinema
- Le Nouveau monde, regia di Alain Corneau (1995)
- Petits désordres amoureux, regia di Olivier Péray (1998)
- Le nostre vite felici (Nos vies heureuses), regia di Jacques Maillot (1999)
- Wo de 1919, regia di Jian-zhong Huang (1999)
- Je t'aime, je t'adore, regia di Bruno Bontzolakis (2003)
- Le passeggiate al Campo di Marte (Le Promeneur du Champ-de-Mars), regia di Robert Guédiguian (2005)
- Foon, regia di Les Quiches (2005)
- Nocturnes, regia di Henry Colomer (2006)
- Les Yeux bandés, regia di Thomas Lilti (2007)
- Les Liens du sang, regia di Jacques Maillot (2008) (le scene del suo personaggio Lydie furono tagliate)
- La tangente, regia di Vincent Vesco (2008) - cortometraggio
- Romaine par moins 30, regia di Agnès Obadia (2009) (le scene del suo personaggio Voyageuse furono tagliate)
- Ah! La libido, regia di Michèle Rosier (2009)
- Le bureau des jours perdus, regia di Jean-François Fontanel (2009) - cortometraggio
- Si les papillons parlaient, regia di Stefan Libiot (2010)
- La fille de l'homme, regia di Manuel Schapira (2010) - cortometraggio
- À trois, regia di Vanessa Clément (2011) - cortometraggio
- Pitchipoï, regia di Charles Najman (2014)
- Zouzou, regia di Blandine Lenoir (2014)
- Le Premier pas, regia di Vanessa Clément (2015) - cortometraggio
- L'Amérique de la femme, regia di Blandine Lenoir (2015) - cortometraggio
- Ritorno in Borgogna (Ce qui nous lie), regia di Cédric Klapisch (2017)

### Televisione
- Frères et flics, regia di Bruno Gantillon - miniserie TV (1998)
- Madame le Proviseur, miniserie TV (1999) - 2 episodi
- Metropolitan Police, serie TV (1999) - 1 episodio
- The Bill, serie TV (1999) - 1 episodio
- Un homme en colère, miniserie TV (2000) - 1 episodio
- Julie Lescaut, miniserie TV (2001) - 1 episodio
- Froid comme l'été, regia di Jacques Maillot - film TV (2002)
- L'homme pressé, regia di Sébastien Grall - film TV (2005)
- Répercussions, regia di Caroline Huppert - film TV (2008)
- Les hommes de l'ombre, miniserie TV (2016) - 4 episodi
- Chiami il mio agente! (Dix pour cent), serie TV (2018) - terza stagione, 1 episodio
- Munch, serie TV (2018) - 1 episodio

## Doppiaggio
- J'ai tué Clémence Acéra, regia di Jean-Luc Gaget (2001)
- Mariage à Mendoza, regia di Edouard Deluc (2012)

## Riconoscimenti e premi

### Festival della fiction TV di Saint Tropez
- 2002 - Migliore attrice per Froid comme l'été